# Андреев, Дмитрий Анатольевич (хоккеист)
Дмитрий Анатольевич Андреев (17 апреля 1972, Миасс, Челябинская область — 27 мая 2025, Челябинск) — советский и российский хоккеист, нападающий, тренер.

## Биография
Воспитанник «Торпедо» Миасс. Начинал играть в первой лиге за «Динамо» Харьков (1990/91 — 1991/92). С сезона 1992/93 выступал за «Мечел» Челябинск, в сезонах 1996/97 — 1998/99 играл в Суперлиге; в сезоне 1993/94 провёл три матча в МХЛ за «Трактор». Играл за команды «Кедр» Новоуральск (1999/2000, 2001/02), «Носта-Южный Урал» Новотроицк — Орск (2000/01), «Мостовик» Курган (2002/03), «Спутник» Нижний Тагил (2003/04 — 2004/05), «Казахмыс» Караганда (2005/06, чемпионат Казахстана и первая лига России), «Мечел» (2006/07).
Чемпион высшей лиги (1997, 2004).
Тренер в СДЮСШОР «Мечел» (2009—2011), тренер в «Мечеле» (2010—2011). Главный тренер команды МХЛ-Б «Стальные лисы» Челябинск (2011/12, до 23 декабря). Тренер (2012/13) и главный тренер (2013 — 30 ноября 2015) команды МХЛ-Б «Металлург» Медногорск / «Южный Урал-Металлург» Орск. Тренер в командах ВХЛ «Спутник» Нижний Тагил (30 ноября 2015—2016/17), «Рубин» Тюмень (2017/18), «Чэнтоу» (Китай, 2018/19 — 4 октября 2019), «Ермак» Ангарск (11 октября 2019 — 19 февраля 2020), ЦСК ВВС Самара (2021/22). Главный тренер команды МХЛ «Тюменский легион» (2022/23). Тренер в «Рубине» (2023/24), с 14 мая 2024 — главный тренер. 3 ноября 2024 года вновь возглавил «Тюменский легион», сменив ушедшего в «Рубин» Алексея Осипова.
Умер 27 мая 2025 года в Челябинске в возрасте 53 лет.